# 6:33
6:33 ist eine französische Progressive- und Avantgarde-Metal-Band aus Paris, die 2010 gegründet wurde.

## Geschichte
Die Band wurde im Jahr 2010 gegründet, woraufhin im folgenden Jahr über M & O Music das Debütalbum Orphans of Good Manners erschien. Hierauf ist bei einigen Liedern Arno Strobl als Gastsänger zu hören, da der originäre Sänger Kinky Zombie die Gruppe verlassen hatte. Strobl ist auch auf der 2012er EP Giggles, Garlands and Gallows als Sänger vertreten. Die EP erschien als Download und war nach ein paar Monaten etwa 2500 Mal heruntergeladen worden. Danach ging die Gruppe auf Tour und trat dabei als Vorband für Devin Townsend und Shaka Ponk auf. Im Anschluss folgte 2013 mit The Stench from the Swelling (A True Story) über Wafflegate Productions das nächste Album. Hierauf sind sowohl Strobl als auch der neue Sänger Rorschach zu hören. Strobl verließ danach die Besetzung. 2015 folgte daraufhin über Kaotoxin Records das Album Deadly Scenes, auf dem Rorschach alleine den Gesang übernahm. 2016 war die Band auf dem ProgPower Europe zu sehen. Live tritt die Gruppe maskiert auf.

## Stil
Stephan Möller von Metal.de schrieb in seiner Rezension zu Orphans of Good Manners, dass hierauf moderner Metal enthalten ist der sich zwischen Metalcore und Nu Metal bewege, aber auch Electro und progressive Elemente sowie Ausflüge in den Synthie-Pop und Power Metal biete. Man könne das Album in zwei Hälften einteilen: Die erste, die sehr metallastig sei und bis auf den Drumcomputer kaum Electro-Elemente biete, und die zweite, die mehr Electro, Elemente aus anderen Genres und weniger Metal enthalte. Nils Macher von Powermetal.de meinte in seiner Rezension zu The Stench from the Swelling (A True Story), dass manche Leute die Musik des Albums als Progressive Metal, andere als Crossover bezeichnen könnten, die Gruppe selbst gebe ihr den Namen „Strange Music“. Macher fasste die Musik als eine „zeitgemäße FAITH NO MORE-Adaption durch den DEVIN TOWNSEND-Wolf gedreht“ zusammen und fühlte sich an die kanadische Gruppe Unexpect erinnert. Auf dem Album musiziere die Gruppe „losgelöst von Genre-Konventionen oder Erwartungshaltungen“. Daniel Cordova von metalinjection.net bezeichnete die Musik von Deadly Scenes als Avantgarde Metal, wobei ihm beim Hören der Songs Gruppen wie Unexpect, Mr. Bungle, Dog Fashion Disco und Devin Townsend Project in den Sinn kämen. Auch fühlte er sich gelegentlich an Nine Inch Nails und Leprous erinnert. Der Band gelinge es dabei, nicht wie eine Kopie zu klingen, sondern einzigartig und „verrückt“. Zudem arbeite man verschiedenste Genres wie Swing, Industrial oder Black Metal in die Songs ein.

## Diskografie
- 2011: Orphans of Good Manners (Album, M & O Music)
- 2012: Giggles, Garlands and Gallows (EP, Eigenveröffentlichung)
- 2013: The Stench from the Swelling (A True Story) (Album, Wafflegate Productions)
- 2015: Deadly Scenes (Album, Kaotoxin Records)
- 2021: Feary Tales For Strange Lullabies: The Dome (Album, 33 Degrees/Universal)